# Mapperley (Nottinghamshire)
Mapperley – dzielnica miasta Nottingham, w Anglii, w Nottinghamshire, w dystrykcie (unitary authority) Nottingham. Leży 2,8 km od centrum miasta Nottingham i 178,3 km od Londynu. W 2011 roku dzielnica liczyła 15 846 mieszkańców.